# Semaeomyia tandilensis
Semaeomyia tandilensis är en stekelart som först beskrevs av Juan Brèthes 1913.  Semaeomyia tandilensis ingår i släktet Semaeomyia och familjen hungersteklar. Inga underarter finns listade i Catalogue of Life.